# Copa del Mundo de Ciclismo de 1990
La Copa del Mundo de Ciclismo en el año 1990 tuvo los siguientes resultados:

## Calendario
| Prueba                      | Fecha            | Vencedor           | Equipo del vencedor |
| --------------------------- | ---------------- | ------------------ | ------------------- |
| Milán-San Remo              | 17 de marzo      | Gianni Bugno       | Château d'Ax        |
| Tour de Flandes             | 1 de abril       | Moreno Argentin    | Ariostea            |
| París-Roubaix               | 8 de abril       | Eddy Planckaert    | Panasonic           |
| Lieja-Bastoña-Lieja         | 15 de abril      | Eric van Lancker   | Panasonic           |
| Amstel Gold Race            | 21 de abril      | Adrie van der Poel | Weinmann            |
| Wincanton Classic           | 29 de julio      | Gianni Bugno       | Château d'Ax        |
| Clásica de San Sebastián    | 11 de agosto     | Miguel Induráin    | Banesto             |
| G. P. Zúrich                | 19 de agosto     | Charly Mottet      | R.M.O.              |
| Gran Premio de las Américas | 30 de agosto     | Franco Ballerini   | Del Tongo           |
| G. P. de la Libération      | 26 de septiembre | TVM                | TVM                 |
| París-Tours                 | 14 de octubre    | Rolf Sørensen      | Ariostea            |
| Giro de Lombardía           | 20 de octubre    | Gilles Delion      | Castorama           |
| Final (Lunel)               | 27 de octubre    | Erik Breukink      | PDM                 |

1. ↑  La prueba final fue el Gran Premio de las Naciones.

## Clasificación
| Pos | Corredor           | Equipo           | Puntos |
| --- | ------------------ | ---------------- | ------ |
|     | Gianni Bugno       | Château d'Ax     | 133    |
| 2   | Rudy Dhaenens      | PDM              | 99     |
| 3   | Sean Kelly         | PDM              | 94     |
| 4   | Franco Ballerini   | Del Tongo        | 89     |
| 5   | Gilles Delion      | Castorama        | 82     |
| 6   | Claudio Chiappucci | Carrera-Vagabond | 78     |
| 7   | Steve Bauer        | Motorola         | 68     |
| 8   | Thomas Wegmüller   | Festina          | 67     |
| 9   | Rolf Sørensen      | Ariostea         | 66     |
| 10  | Federico Etxabe    | CLAS-Cajastur    | 65     |

## Clasificación por equipos
| Pos | Equipo    | Puntos |
| --- | --------- | ------ |
| 1   | PDM       | 92     |
| 2   | Helvetia  | 77     |
| 3   | Panasonic | 59     |
| 4   | Ariostea  | 55     |
| 5   | Weinmann  | 52     |